# پی گیل-سو
پی گیل-سو (به انگلیسی: Pae Gil-Su) ژیمناست زادهٔ ۴ مارس ۱۹۷۲ میلادی اهل کشور کره شمالی است.